# Glicòlisi anaeròbica
La glicòlisi anaeròbica és la transformació de glucosa en lactat en un context de baixa concentració d'oxigen (O₂). És una font d'energia eficaç únicament en esforços curts i intensos, d'entre 10 segons i 2 minuts. El sistema de glicòlisi anaeròbica (àcid làctic) domina a partir de 10–30 segons després de l'inici d'un esforç molt intens. Es recupera molt ràpidament al llarg d'aquest període i produeix dues molècules de trifosfat d'adenosina (ATP) per cada molècula de glucosa, és a dir, un 5% del potencial d'energia de la glucosa (38 molècules d'ATP). Aquest procés genera ATP a un ritme 100 vegades superior al de la fosforilació oxidativa.
Es creu que la glicòlisi anaeròbica era el principal mitjà de producció d'energia dels organismes primitius que hi havia quan les concentracions atmosfèriques de l'oxigen encara eren baixes.
En els mamífers, el fetge pot tornar a transformar el lactat en glucosa a través del cicle de Cori.